# Tegostoma moeschleri
Tegostoma moeschleri là một loài bướm đêm trong họ Crambidae.